# Men in White

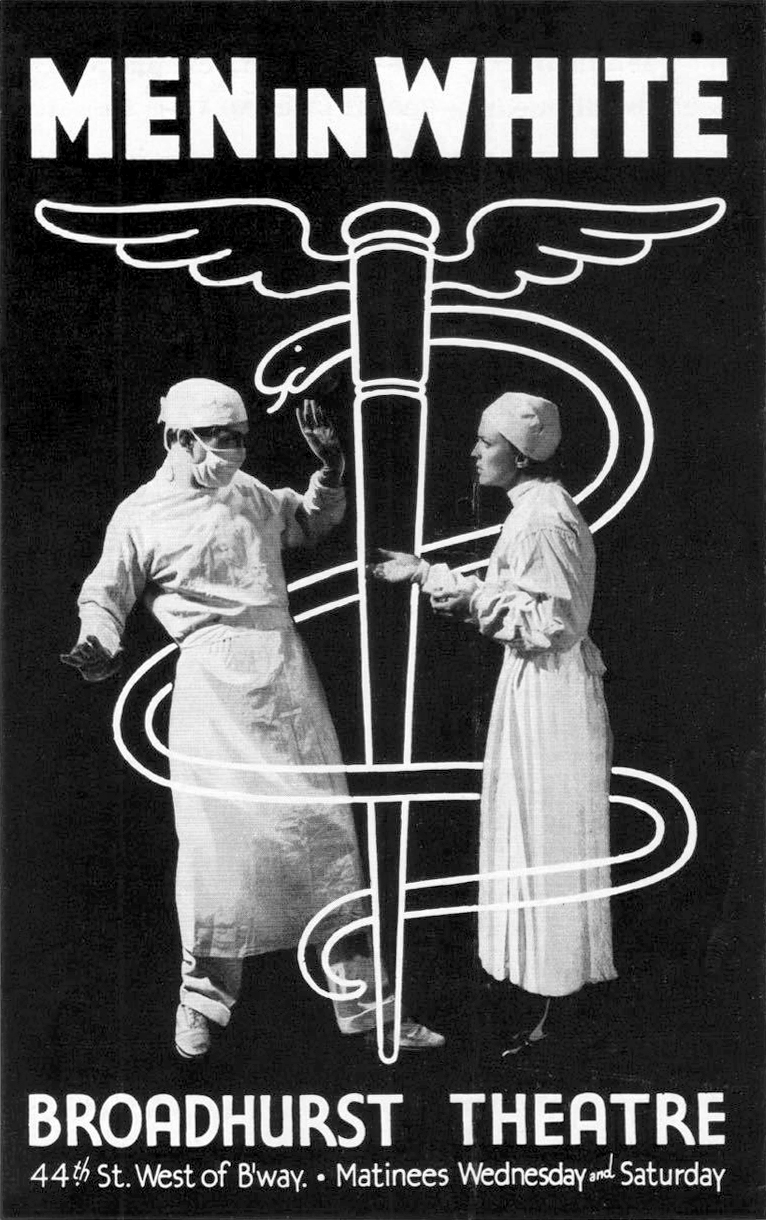
Plakat sztuki Men in White

Men in White – dramat amerykańskiego pisarza Sidneya Kingsleya, wystawiony w 1933 przez Group Theatre. Akcja sztuki toczy się w szpitalu, jej tematem są etyczne kwestie związane z medycyną, w tym sprawa aborcji. Utwór został wyróżniony Nagrodą Pulitzera w dziedzinie dramatu za rok 1933. W 1934 dramat został zekranizowany. Film z Clarkiem Gable’em wyreżyserował Ryszard Bolesławski.